# 76. ročník udílení Zlatých glóbů
76. ročník udílení Zlatých glóbů se konal 6. ledna 2019 v hotelu Beverly Hilton v Beverly Hills, Los Angeles. Galavečer moderovali Sandra Oh a Andy Samberg. Hollywoodská asociace zahraničních novinářů vyhlásila nominace 6. prosince 2018.
Film Vice získal nejvíce nominací, a to 6.

## Vítězové a nominovaní

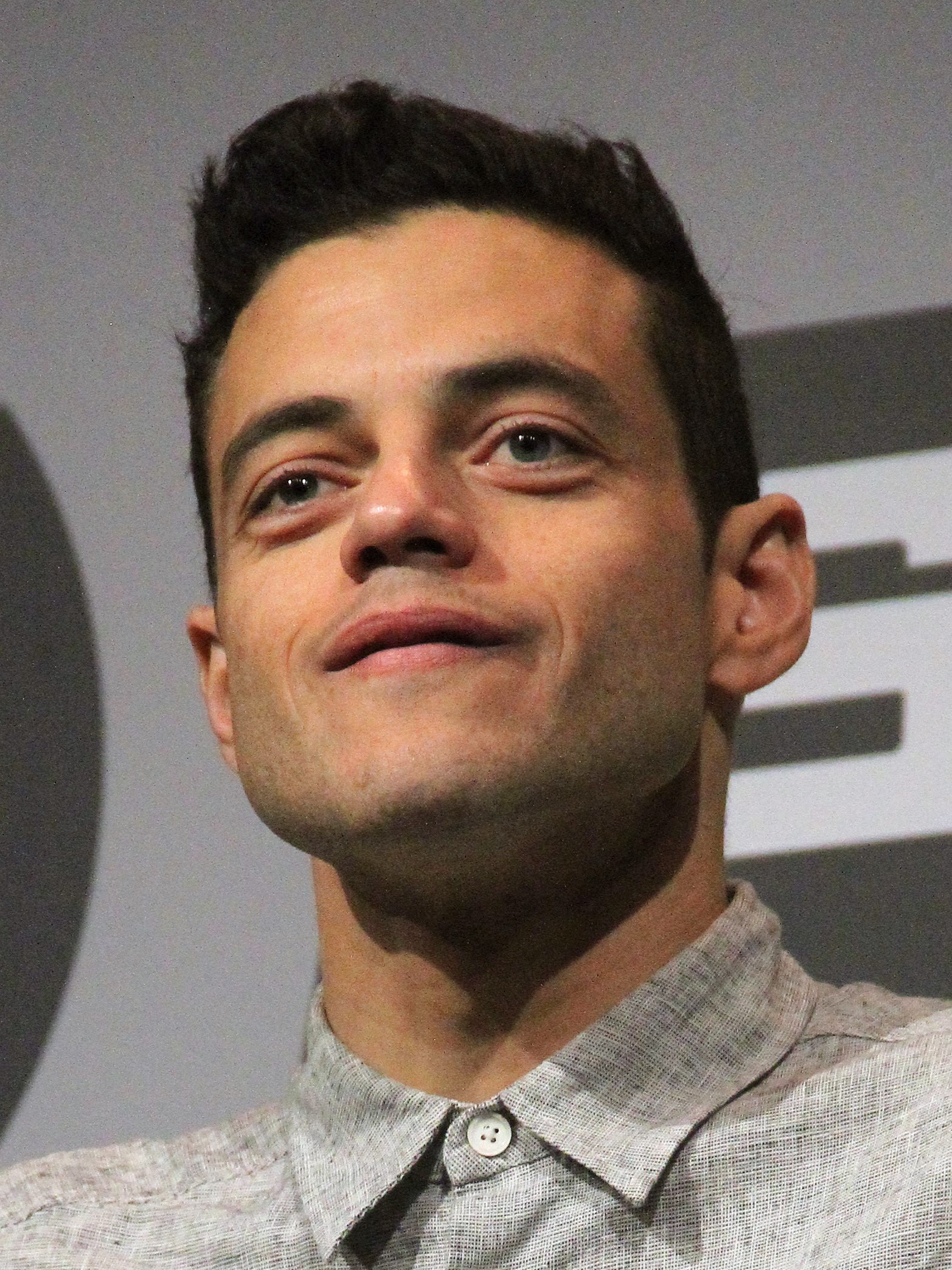
Rami Malek vítěz v kategorii nejlepší filmový mužský herecký výkon (drama)

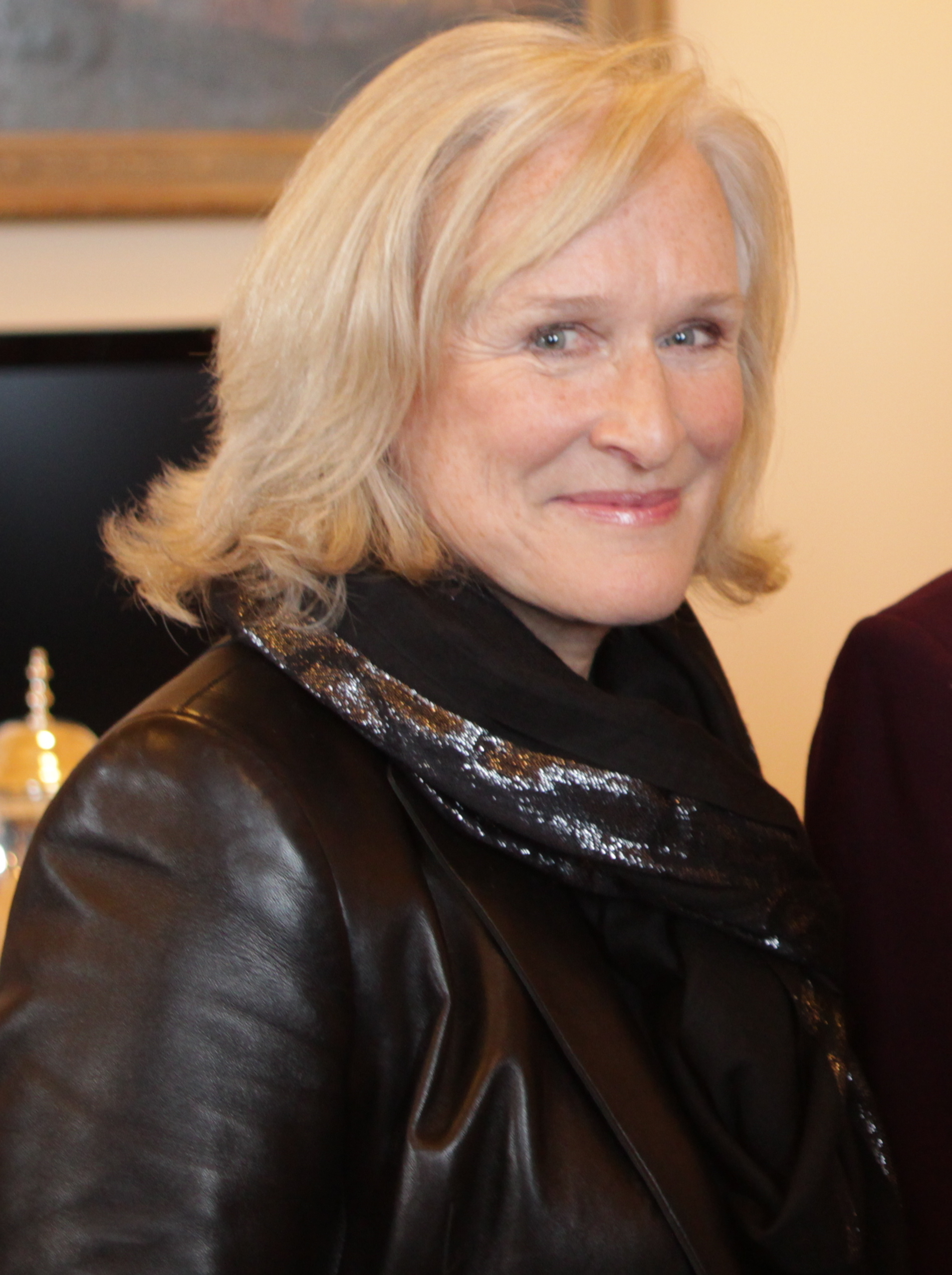
Glenn Close vítězka v kategorii nejlepší filmový ženský herecký výkon v hlavní roli – drama

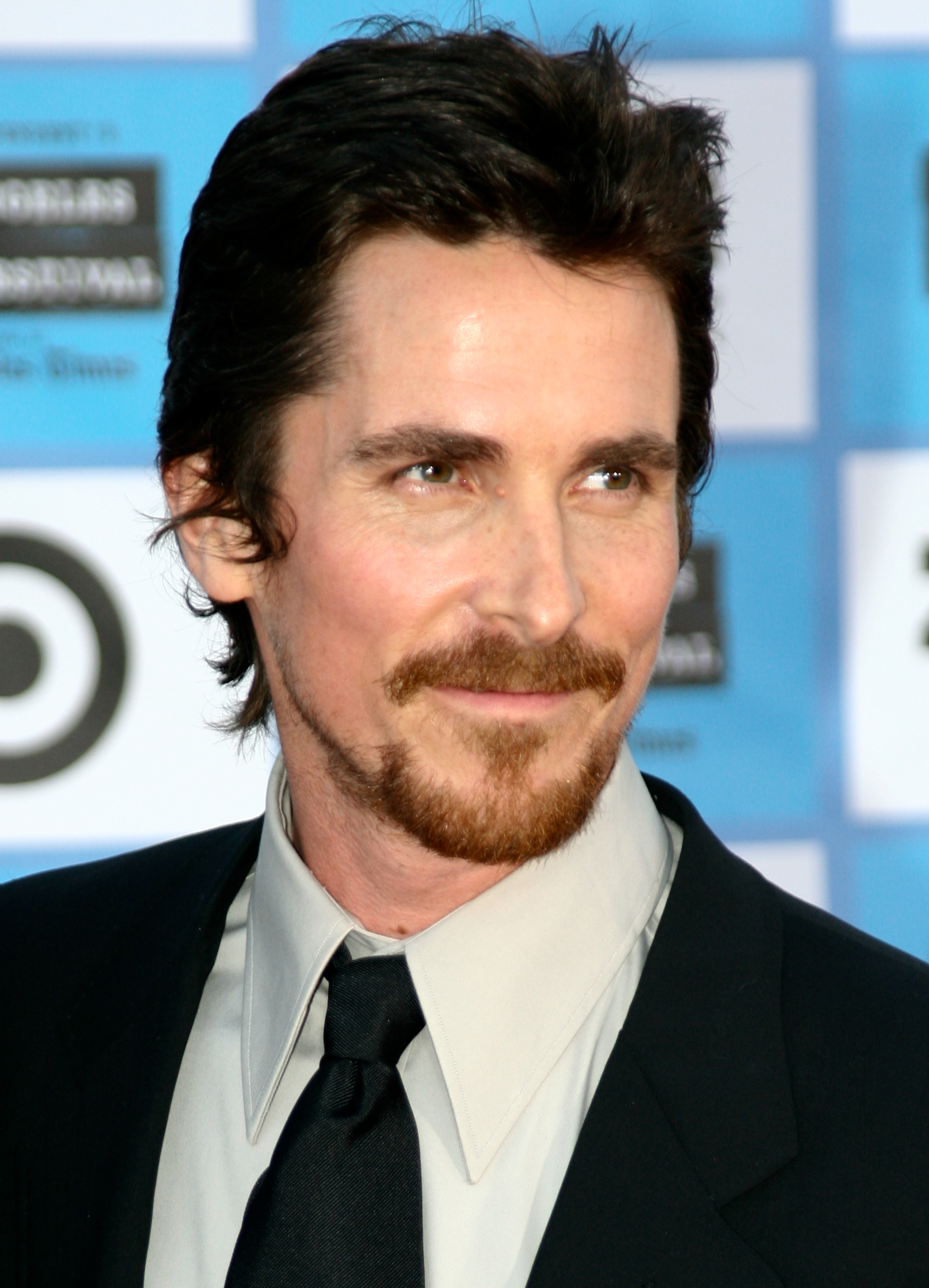
Christian Bale vítěz v kategorii nejlepší filmový mužský herecký výkon v hlavní roli – komedie nebo muzikál

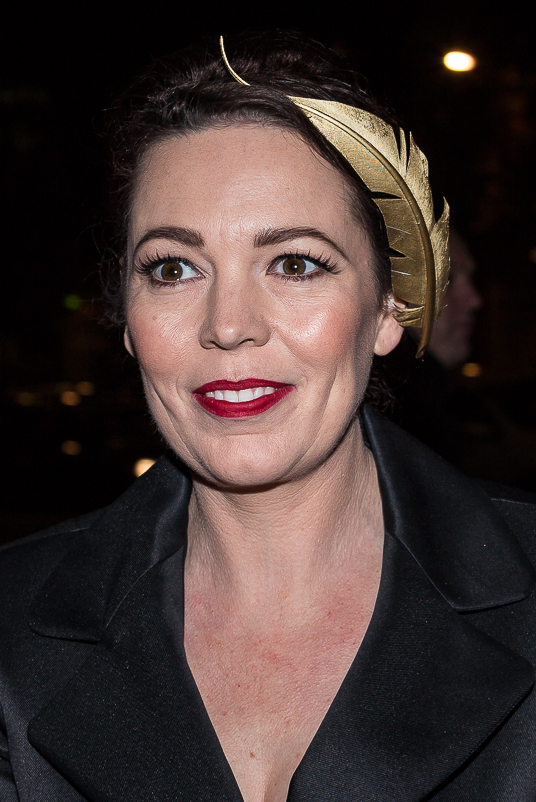
Olivia Colmanová vítězka v kategorii nejlepší filmový ženský herecký výkon v hlavní roli – muzikál nebo komedie

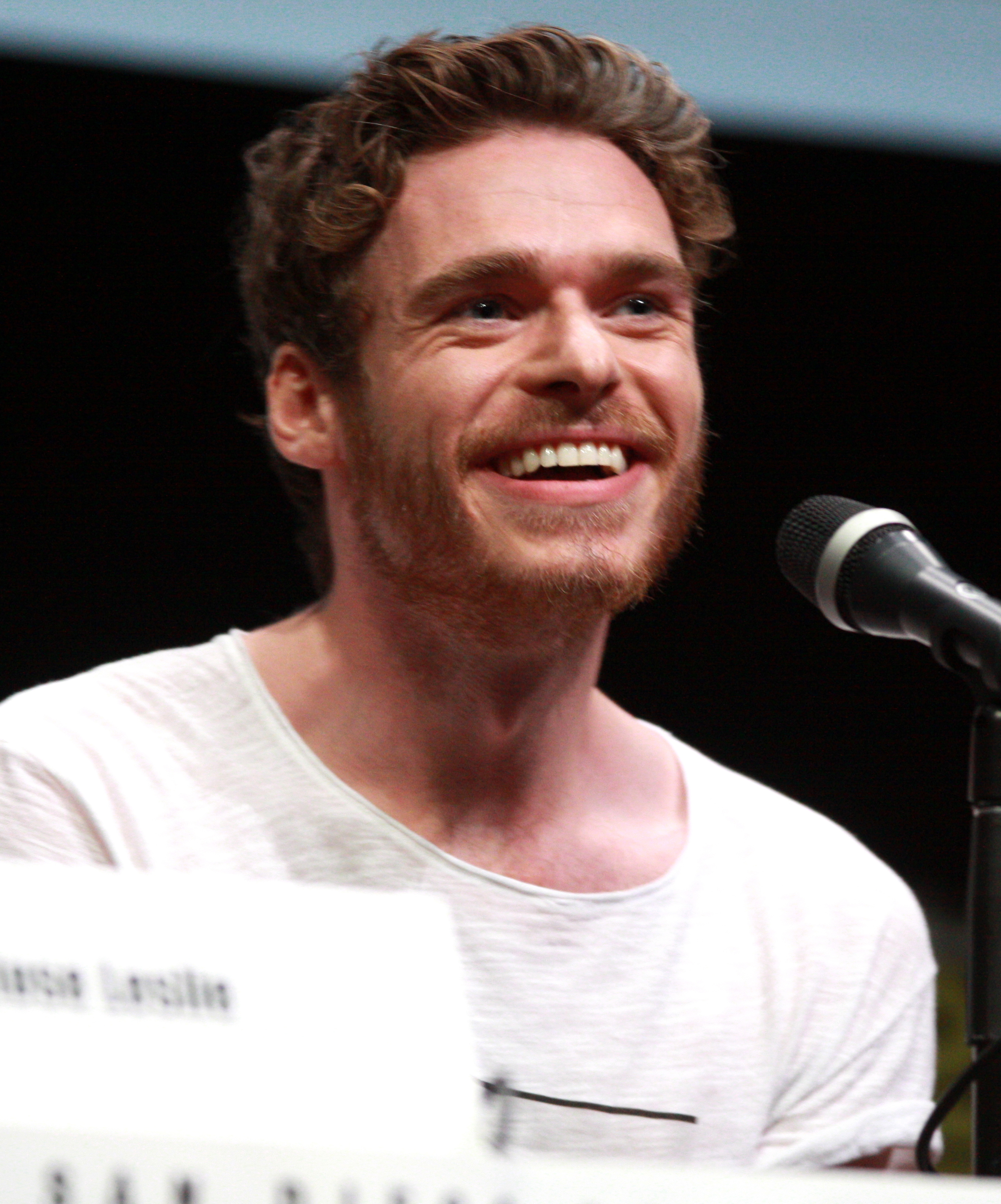
Richard Madden vítěz v kategorii nejlepší seriálový mužský herecký výkon v hlavní roli – drama

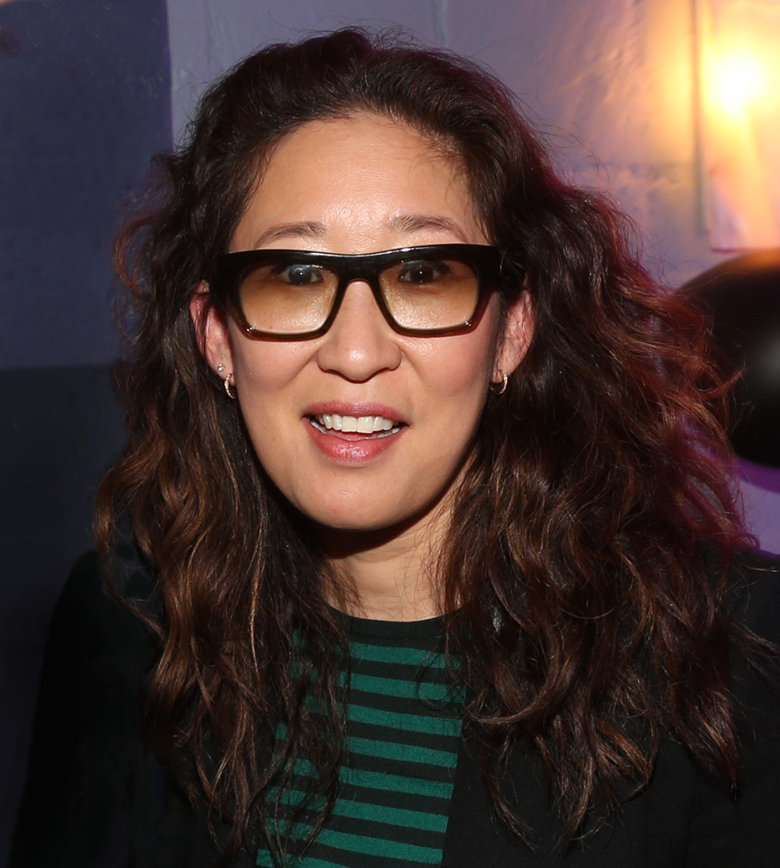
Sandra Oh vítězka v kategorii nejlepší seriálový ženský herecký výkon v hlavní roli – drama

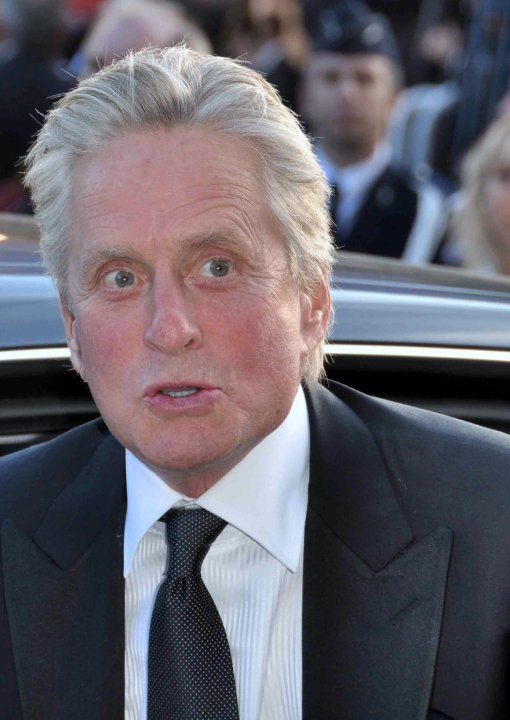
Michael Douglas vítěz v kategorii nejlepší seriálový mužský herecký výkon v hlavní roli – komedie nebo muzikál

Vítězi jsou označeni tučně.

### Film
| Nejlepší film (drama) | Nejlepší film (muzikál nebo komedie) |
| --- | --- |
| - Bohemian Rhapsody - BlacKkKlansman - Black Panther - Kdyby ulice Beale mohla mluvit - Zrodila se hvězda                                                                       | - Zelená kniha - Šíleně bohatí Asiati - Favoritka - Mary Poppins se vrací - Vice |
| Nejlepší herec (drama) | Nejlepší (herečka drama) |
| - Rami Malek – Bohemian Rhapsody - Bradley Cooper – Zrodila se hvězda - Willem Dafoe – U brány věčnosti - Lucas Hedges – Vymazaný kluk - John David Washington – BlacKkKlansman | - Glenn Close – Žena - Lady Gaga – Zrodila se hvězda - Nicole Kidman – Ničitelka - Melissa McCarthy – Dokážete mi kdy odpustit? - Rosamund Pike – A Private War                                                |
| Nejlepší herec (muzikál nebo komedie) | Nejlepší herečka (muzikál nebo komedie) |
| - Christian Bale – Vice - Lin-Manuel Miranda – Mary Poppins se vrací - Viggo Mortensen – Zelená kniha - Robert Redford – Gentleman s pistolí - John C. Reilly – Stan a Ollie    | - Olivia Colmanová – Favoritka - Emily Bluntová – Mary Poppins se vrací - Elsie Fisher – Osmá třída - Charlize Theron – Tully - Constance Wu – Šíleně bohatí Asiati                                            |
| Nejlepší herec ve vedlejší roli | Nejlepší herečka ve vedlejší roli |
| - Mahershala Ali – Zelená kniha - Timothée Chalamet – Beautiful Boy - Adam Driver – BlacKkKlansman - Richard E. Grant – Dokážete mi kdy odpustit? - Sam Rockwell – Vice         | - Regina Kingová – Kdyby ulice Beale mohla mluvit - Amy Adams – Vice - Claire Foy – První člověk - Emma Stoneová – Favoritka - Rachel Weisz – Favoritka                                                        |
| Nejlepší režisér | Nejlepší scénář |
| - Alfonso Cuarón – Roma - Bradley Cooper – Zrodila se hvězda - Peter Farrelly – Zelená kniha - Spike Lee – BlacKkKlansman - Adam McKay – Vice                                   | - Brian Hayes Currie, Peter Farrelly a Nick Vallelonga – Zelená kniha - Alfonso Cuarón – Roma - Deborah Davis a Tony McNamara – Favoritka - Barry Jenkins – Kdyby ulice Beale mohla mluvit - Adam McKay – Vice |
| Nejlepší skladatel | Nejlepší původní píseň |
| - Justin Hurwitz – První člověk - Marco Beltrami – Tiché místo - Alexandre Desplat – Psí ostrov - Ludwig Göransson – Black Panther - Marc Shaiman – Mary Poppins se vrací       | - „Shallow“ – Zrodila se hvězda - „All the Stars“ – Black Panther - „Girl in the Movies“ – Já, knedlíček - „Requiem for a Private War“ – A Private War - „Revelation“ – Vymazaný kluk                          |
| Nejlepší animovaný film | Nejlepší cizojazyčný film |
| - Spider-Man: Paralelní světy - Úžasňákovi 2 - Psí ostrov - Mirai, dívka z budoucnosti - Raubíř Ralf a internet                                                                 | - Roma - Kafarnaum - Dívka - Nikdy neodvracej zrak - Zloději |

### Televize
| Nejlepší seriál (drama) | Nejlepší seriál (muzikál nebo komedie) |
| --- | --- |
| - Takoví normální Američané - Bodyguard - Homecoming - Na mušce - Pose | - Kominského metoda - Barry - Dobré místo - K smíchu - The Marvelous Mrs. Maisel |
| Nejlepší herec (drama) | Nejlepší herečka (drama) |
| - Richard Madden – Bodyguard - Jason Bateman – Ozark - Stephan James – Homecoming - Billy Porter – Pose - Matthew Rhys – Takoví normální Američané                                                                      | - Sandra Oh – Na mušce - Caitriona Balfe – Cizinka - Elisabeth Mossová – Příběh služebnice - Julia Roberts – Homecoming - Keri Russell – Takoví normální Američané                                                                   |
| Nejlepší herec (muzikál nebo komedie) | Nejlepší herečka (muzikál nebo komedie) |
| - Michael Douglas – Kominského metoda - Sacha Baron Cohen – Who Is America? - Jim Carrey – K smíchu - Donald Glover – Atlanta - Bill Hader – Barry                                                                      | - Rachel Brosnahanová – The Marvelous Mrs. Maisel - Kristen Bellová – Dobré místo - Candice Bergen – Murphy Brown - Alison Brie – GLOW - Debra Messing – Will a Grace                                                                |
| Nejlepší herec (minisérie nebo TV film) | Nejlepší herečka (minisérie nebo TV film) |
| - Darren Criss – The Assassination of Gianni Versace: American Crime Story - Antonio Banderas – Génius – Picasso - Daniel Bruhl – Psychiatr - Benedict Cumberbatch – Patrick Melrose - Hugh Grant – Skandál po anglicku | - Patricia Arquette – Útěk z vězení v Dannemoře - Amy Adams – Ostré předměty - Connie Britton – Dirty John - Laura Dern – Příběh - Regina Kingová – Sedm sekund                                                                      |
| Nejlepší herec ve vedlejší roli | Nejlepší herečka ve vedlejší roli |
| - Ben Whishaw – Skandál po anglicku - Alan Arkin – Kominského metoda - Kieran Culkin – Boj o moc - Édgar Ramírez – The Assassination of Gianni Versace: American Crime Story - Henry Winkler – Barry                    | - Patricia Clarkson – Ostré předměty - Alex Borsteinová – The Marvelous Mrs. Maisel - Penélope Cruz – The Assassination of Gianni Versace: American Crime Story - Thandie Newton – Westworld - Yvonne Strahovski – Příběh služebnice |
| Nejlepší minisérie nebo TV film | |
| - The Assassination of Gianni Versace: American Crime Story - Psychiatr - Útěk z vězení v Dannemoře - Ostré předměty - Skandál po anglicku                                                                              | |